# Frane Selak
Frano Selak of Frane Selak (14 juni 1929 – 30 november 2016) was een Kroatische man die bekend stond om zijn onbevestigde verhalen over frequente ontmoetingen met de dood.
Selaks vermeende bijna-doodervaringen begonnen in januari 1962 toen hij met een trein door een koude, regenachtige kloof reed en de trein van de rails vloog en in een rivier terechtkwam. Een onbekende persoon trok Selak in veiligheid, terwijl 17 andere passagiers verdronken. Selak liep een gebroken arm en onderkoeling op. Het jaar daarop, tijdens zijn eerste en enige vliegreis, werd hij uit een defecte vliegtuigdeur geblazen en belandde hij in een hooiberg; het vliegtuig zou zijn neergestort, waarbij 19 mensen omkwamen. Er zijn echter geen gegevens over een vliegtuigongeluk in 1963 in Kroatië die overeenkomen met het verhaal van Selak. Drie jaar later, in 1966, gleed een bus waarin hij zat van de weg af en belandde in een rivier, waarbij vier passagiers verdronken. Selak zwom met een paar snijwonden en blauwe plekken naar de oever.
In 1970 vloog zijn auto tijdens het rijden in brand en wist hij te ontsnappen voordat de brandstoftank explodeerde. Drie jaar later, bij een ander verkeersongeval, werd de motor van zijn auto overgoten met hete olie uit een defecte brandstofpomp, waardoor er vlammen uit de ventilatieopeningen schoten. Selaks haar werd bij dit ongeval volledig verschroeid, maar verder bleef hij ongedeerd. In 1995 werd hij in Zagreb aangereden door een bus, maar liep hij slechts lichte verwondingen op. In 1996 ontweek hij een frontale botsing met een vrachtwagen van de Verenigde Naties in een bocht in de bergen door uit te wijken naar een vangrail, die onder de kracht bezweken. Selak droeg geen veiligheidsgordel en werd uit de auto geslingerd. Hij klampte zich vast aan een boomtak terwijl hij zijn auto 90 meter naar beneden zag vallen. Twee dagen na zijn 73e verjaardag won Selak € 900.000 (US$ 1.110.000; £ 702.920) in de loterij. Op het moment van zijn winst trouwde hij ook voor de vijfde keer. Hoewel hij met zijn winst twee huizen en een boot kocht, besloot hij in 2010 het grootste deel van het resterende geld weg te geven aan familieleden en vrienden, nadat hij had besloten een sober leven te gaan leiden.
Geen van Selaks bijna-doodervaringen is ooit onafhankelijk geverifieerd en soms waren sommige van zijn verslagen van zijn bijna-doodervaringen inconsistent. Hij stierf op 87-jarige leeftijd.